# 科隆班加拉島

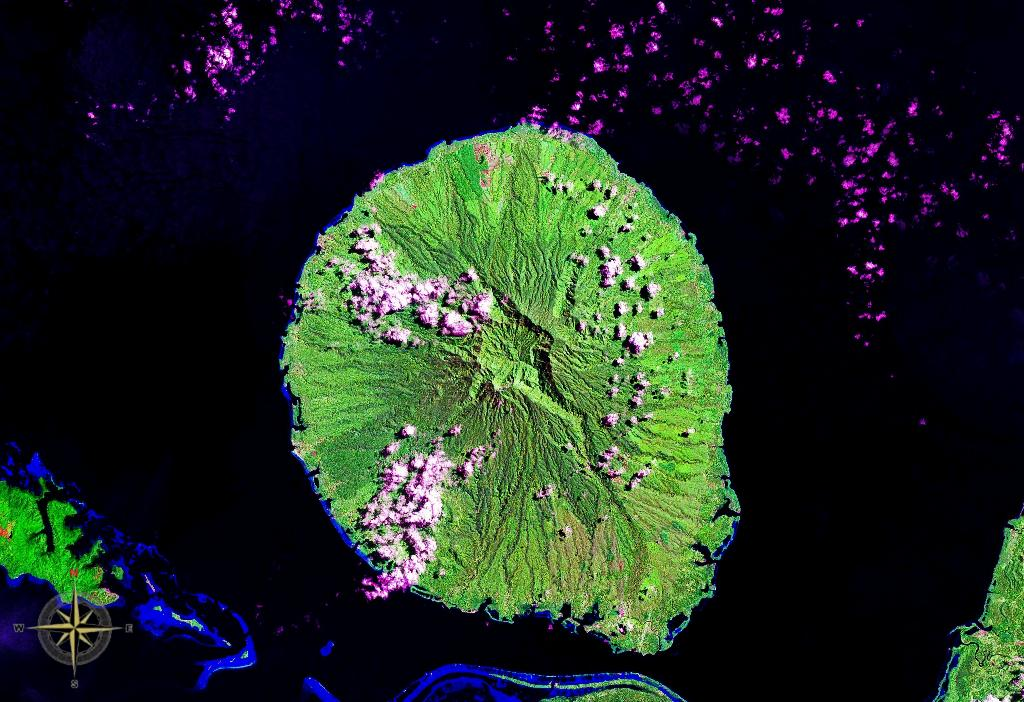
太空拍攝的科隆班加拉島

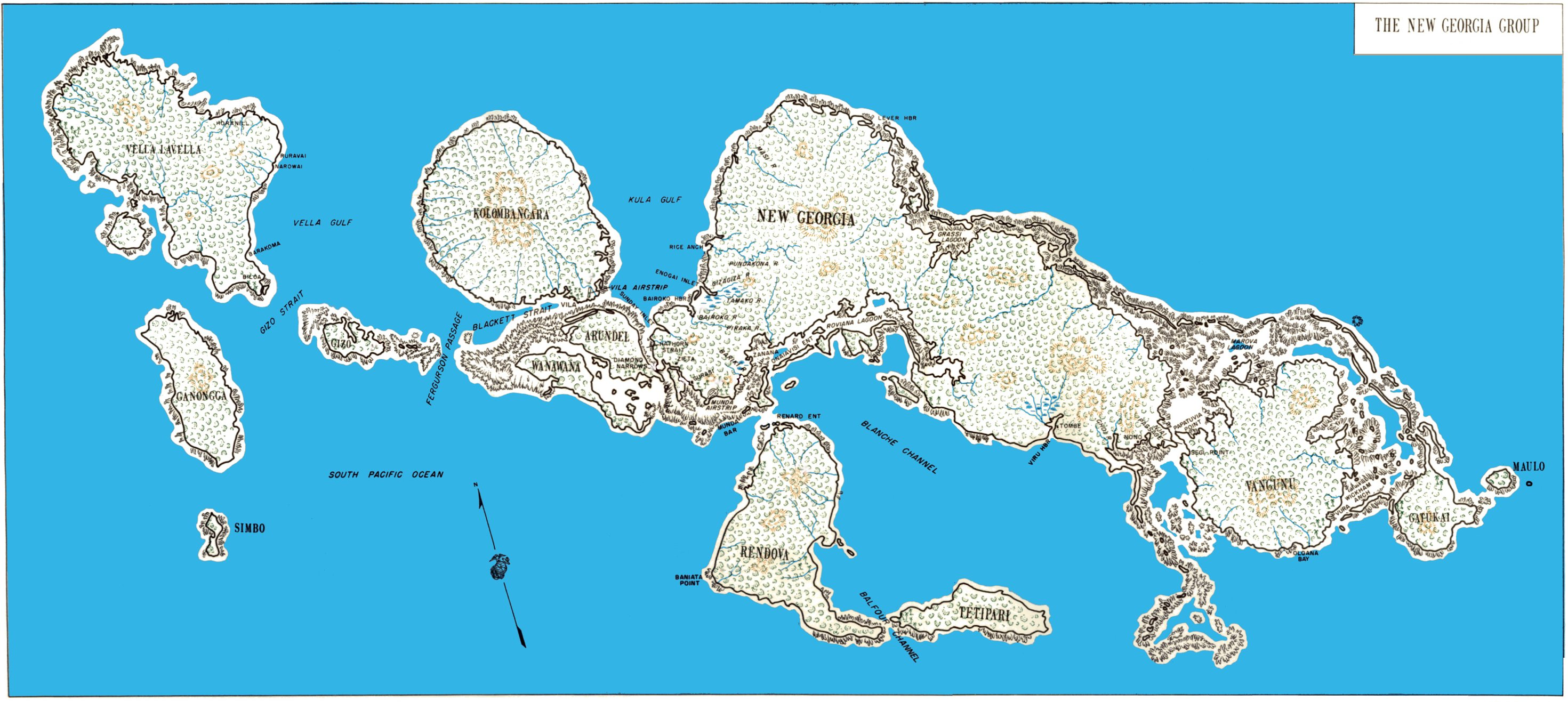
新喬治亞群島地图。科隆班加拉岛是位于图上方的圆形岛屿，右側的大島為新喬治亞島。

科隆班加拉岛或科伦班加拉岛（Kolombangara）是索羅門群島西部省新喬治亞群島內的一個圓形島嶼，長約15公里。主要由高1,770米的火山（Mount Veve）構成。本島是新喬治亞海峽南方邊界的一部份，西北的維拉灣把科隆班加拉島與維拉拉維拉島和吉佐（Gizo）分隔開。東南方是新喬治亞島與庫拉灣。
島上主要是森林，幾乎无人居住。
科隆班加拉岛於第二次世界大战期间曾被日本佔領，并於島的南部修建機場。日军从瓜達爾卡納爾島撤退後，开始加强科隆班加拉島與新喬治亞島上的兵力，其运输舰队在本岛附近與美軍进行了一系列的战斗，包括库拉湾海战、科隆班加拉岛海战和维拉湾海战。美軍在1943年7月5日登陸新喬治亞島後，繞過科隆班加拉島直接進攻維拉拉維拉島。日軍在9月23日至10月4日間也撤離了科隆班加拉島。